# الونزیر-لا-کایل
الونزیر-لا-کایل (به فرانسوی: Allonzier-la-Caille) یک کمون در فرانسه است که در Canton of Cruseilles واقع شده‌است.

## خصوصیات
الونزیر-لا-کایل ۹٫۶۲ کیلومترمربع مساحت و ۱٬۳۷۱ نفر جمعیت دارد.